# Gibea
Gibea (héberül: גבעה , angolul: Gibeah) több ókori település neve Palesztina területén. A Benjámin törzse területén fekvő, "Saul Gibeája" (גִּבְעַת שָׁאוּל) nevű egykori város helyét a mai Tell el-Ful területén azonosították, Jeruzsálem központjától kb. 5–6 km-re északra.
Saul Gibeája a zsidó honfoglalás idején már lakott hely volt, majd azok betelepülése után, a bírák idején elpusztult. Később a filiszteusok egy várnagyának székhelye. Saul király szülőhelye, akinek később székhelye lett és aki várat emelt itt. Amikor a közeli Jeruzsálem lett a főváros jelentőségét elvesztette. A Kr. e. 8-6. században Jeruzsálem külső katonai támaszpontja és őrtornya. Kr. e. 597-ben Nabukodonozor hódításai idején feltehetőleg elpusztult, majd Kr. e. 500 körül végleg elhagyatottá vált.
Az 1960-as években Husszein jordán király itt kezdte el építeni egyik palotáját, de az építkezés az 1967-es hatnapos háború alatt megszakadt és azóta sem fejeződött be.

## Fordítás
Ez a szócikk részben vagy egészben  a   Gibeah című angol Wikipédia-szócikk fordításán alapul.  Az eredeti cikk szerkesztőit annak laptörténete sorolja fel. Ez a jelzés csupán a megfogalmazás eredetét és a szerzői jogokat jelzi, nem szolgál a cikkben szereplő információk forrásmegjelöléseként.